# Kappie (Bert van der Meij)
Kappie is een serie stripverhalen van de Nederlandse striptekenaar Bert van der Meij (Katwijk aan Zee, Zuid-Holland, 14 maart 1958), over de zeemeeuw Kappie die in plat Katwijks een visie geeft op actuele gebeurtenissen. Het verhaal, bestaande uit één tot drie plaatje(s), siert de voorpagina van de lokale krant De Katwijksche Post. Zowel lokale als landelijke actualiteiten worden onder de loep genomen.
Onderwerp van de strip is doorgaans een artikel op de voorpagina van de krant van die dag. Er zijn echter onderwerpen die vaker terugkeren in de strips van Kappie. Zo blijkt Kappie een liefde te hebben voor voetbal, worden politieke beslissingen met een kritisch oog bekeken en wordt de Katwijkse gewoonte om oude panden steevast te slopen eveneens met regelmaat op de hak genomen.

## Hoofdrol
Kappie is een zeemeeuw die, zo gaat het verhaal, kapitein was van een Katwijkse kotter, maar door de vangstbeperking aan wal is geraakt. Daar heeft hij een baantje genomen: bezorger van De Katwijksche Post. Hij levert commentaar op wat zijn aandacht heeft getrokken. In de verhalen wordt regelmatig duidelijk dat Kappie woonachtig is in de Rooie Buurt, waarvan begin 2006 een deel is gesloopt en waarvan het grootste deel is gerenoveerd rond dat jaar.

## Albums
Van Kappie zijn tot nu toe vijf albums verschenen. Ook verschenen er (extra lange) nieuwjaarskaarten, scheurkalenders e.d.
- Ik von de fillem beter 2005 ISBN 9070535254
- Voor bij de open haard 2006 ISBN 9075504888
- Voor op de WC 2007 ISBN 9075504896
- Voor op het terras 2009 ISBN 9789089880123
- Voor in de auto 2010 ISBN 9789089880185

## Trivia
Halverwege de 20e eeuw had Marten Toonder al een strip met de naam Kappie.